# L. Ron Hubbard
Lafayette Ronald Hubbard (známější jako L. Ron Hubbard, také  L. R. Hubbard, Lafayette Ron Hubbard atd., 13. března 1911 – 24. ledna 1986) byl americký spisovatel, zakladatel dianetiky a scientologie. Mimo obrovského množství scientologické literatury napsal také mnoho dobrodružných a vědeckofantastických děl. Ty zpočátku publikoval v různých pulpových magazínech, čímž se zařadil mezi autory tzv. Zlatého věku science fiction.

## Život
Narodil se v Tildenu v Nebrasce v rodině armádního důstojníka a vysokoškolské pedagožky. V mládí hodně cestoval (zejm. na Dálný východ). V roce 1930 se zapsal na studium stavebnictví na George Washington University ve Washingtonu. Zapsal se také např. do jednoho z prvních kursů jaderné fyziky (což později rád zdůrazňoval), nicméně oproti svým tvrzením neprospěl. Universitu nedokončil, opustil ji v roce 1931. Živil se pak jako pilot a spisovatel, jako letec se zúčastnil různých expedic. V roce 1933 si vzal svou první ženu, spisovatelku Margaret Grubbovou, s níž měl dvě děti. Krátce sloužil u United States Marine Corps a za druhé světové války sloužil u United States Navy.

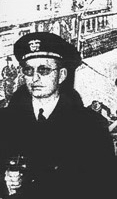
L. R. Hubbard roku 1943 jako námořní důstojník

Hubbard psal pro různé literární časopisy vědeckofantastické, fantastické, detektivní, westernové a dobrodružné prózy, a to povídky, romány a jeden scénář. Používal řadu pseudonymů, byl velmi známým autorem. V roce 1950 publikoval knihu Dianetika, moderní věda o duševním zdraví (Dianetics: The Modern Science of Mental Health), v níž popsal vlastní psychologickou teorii, nazývanou dianetika. Tato kniha se přes odmítnutí odborné veřejnosti široce rozšířila a stala se bestsellerem, jen za rok po vydání se prodalo 150 000 výtisků. Registroval také spolek Hubbard Dianetic Research Foundation (Hubbardova nadace pro dianetický výzkum). V roce 1952 rozšířil Hubbard dianetiku o „užitou náboženskou filosofii“, kterou nazval scientologie. V témže roce si také vzal svou poslední manželku, Mary Sue Whippovou. Až do konce života pak stál v čele scientologické církve. V roce 1957 sepsal knihu "Vše o radiaci" (All About Radiation), v níž propaguje tzv. purifikační program, který očišťuje tělesné buňky od jedů. V osmdesátých letech se Hubbard vrátil k literární činnosti, vytvořil scifi romány se scientologickým poselstvím Battlefield Earth (Bojiště Země, 1982) a Mission Earth (Mise Země, 1987), a také nepublikovaný scénář Revolt in the Stars (Vzpoura ve hvězdách), v němž zdramatizoval část dianetického postupu.
Ke konci života trpěl Hubbard chronickou pankreatitidou a dalšími nemocemi. Zemřel 24. ledna 1986 na svém ranči, údajně na následky mozkové mrtvice. Jeho tělo bylo spáleno a popel byl rozptýlen na moři.
Byl velmi plodným autorem. Jen vydání jeho rukopisných poznámek, přepsaných až po jeho smrti, je naplánováno na 110 obsáhlých svazků. Většinu děl napsal v letech 1930 – 1980 a většina jeho děl byla publikována v nakladatelstvích, spojených se scientologickou církví. Science-fiction se věnoval od roku 1938, nejprve pod nátlakem vydavatelů, kteří hledali nové autory, ale postupem času se stal jedním z nejpopulárnějších autorů. V roce 2006 byl uznán Guinnessovou knihou rekordů za nejplodnějšího a nejpřekládanějšího autora s údajem, že publikoval 1084 beletristických i nebeletristických děl, která byla přeložena do 71 jazyků.

## Výběrová bibliografie

### Dobrodružná a sci-fi díla

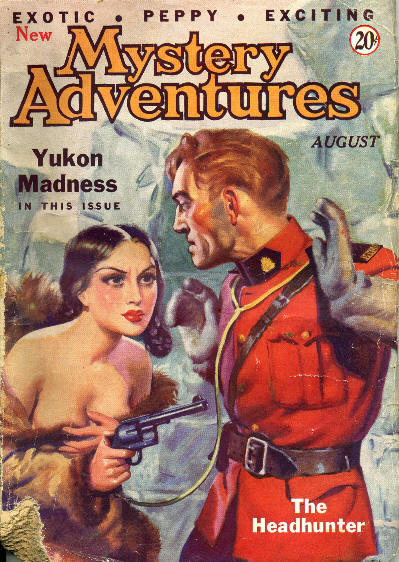
Obálka časopisu New Mystery Adventures z roku 1935 s Hubbarodovu povídkou Yukon Madness.

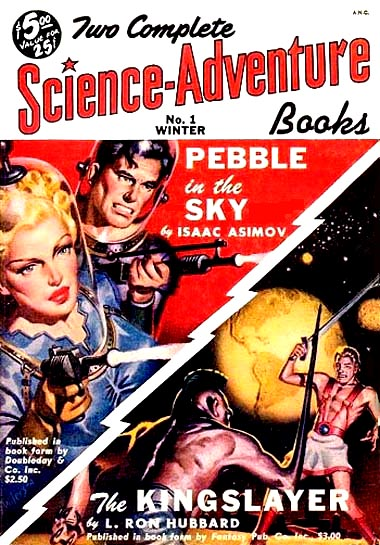
Obálka časopisu Two Complete Science-Adventure Books z roku 1949 s Hubbardovou povídkou The Kingslayer.

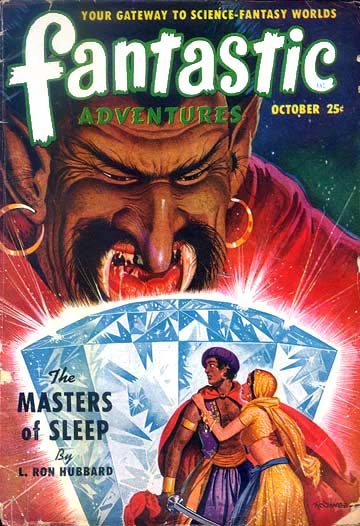
Obálka časopisu Fantastic Adventures z roku 1950 s Hubbarodovu fantasy The Masters of Sleep.

- Mouthpiece, časopisecky 1934 v Thrilling Detective, knižně 2012, gangsterský příběh.
- The Carnival of Death (1934, Karneval smrti), horrorová povídka.
- Under the Black Ensign (1935, Pod černou vlajkou), dobrodružný pirátský příběh z Karibiku z konce 17. století.
- Yukon Madnes (1935), western.
- Buckskin Brigades (1937, Brigády zálesáků), western.
- The Dangerous Dimension (Nebezpečná dimenze), časopisecky 1938 v Astounding Science Fiction, první Hubbardova sci-fi povídka.
- The Tramp, časopisecky 1938 v Astounding Science Fiction, knižně 2011, román.
- Slaves of Sleep (Otroci spánku), časopisecky 1939, knižně 1948, hrdinská fantasy.
- The Ghoul, časopisecky 1939, knižně 1991, román.
- The Ultimate Adventure (Poslední dobrodružství), časopisecky 1939, knižně 1970, novela
- Final Blackout (Poslední doba temna), časopisecky 1940, knižně 1948, sci-fi román zobrazující svět zdevastovaný válkami.
- Fear (Děs), časopisecky 1940, knižně 1951, česky také jako Strach. Psychologický horror o hledání čtyř ztracených hodin života profesora Jamese Lowryho.
- Typewriter in the Sky (Psací stroj na obloze), časopisecky 1940, knižně 1951. Hlavní hrdina románu se dostane do světa dobrodružných příběhů, které píše jeho přítel.
- Triton (1940), fantasy.
- Death's Deputy (Vyslanec smrti), časopisecky 1940, knižně 1948, sci-fi román.
- The Automagic Horse, napsáno 1940, vydáno až 1994.
- Kilkenny Cats (1940-1942, Kočky z Kilkenny), cyklus pěti časopisecky vydaných povídek napsaných pod pseudonymem Kurt von Rachen: The Idealist (1940), The Kilkenny Cats (1940), The Traitor (1941), The Mutineers (1941) a The Rebels (1942).
- Ole Doc Methuselah (1947-1950), cyklus sedmi časopisecky vydaných povídek napsaných pod pseudonymem René LaFayette o členu tzv. Vojáků světla, vysoce kvalifikované a dokonale vycvičené organizace s velikou prestiží. Jde o povídky Ole Doc Methuselah (1947), The Expensive Slaves (1947), Her Majesty's Aberration (1948), The Great Air Monopoly (1948), Plague (1949), A Sound Investment (1949) a Ole Mother Methuselah (1950). Souborné mknižní vydání je z roku (1970).
- The End Is Not Yet (1947), časopisecky v Astounding Science Fiction, román.
- The Kingslayer (1949, Královhrah), povídka.
- Host Tamer (1949), western
- Battle of Wizards (1949), povídka vydaná společně s povídkou Triton pod názvem Triton and Battle of Wizards.
- Conquest of Space (1949-1950, Dobytí vesmíru), cyklus sedmi časopisecky vydaných povídek napsaných pod pseudonymem René LaFayette: Forbidden Voyage (1949), The Magnificent Failure (1949). The Incredible Destination (1949), The Unwilling Hero (1949), Beyond the Black Nebula (1949), The Emperor of the Universe (1949) a The Last Admiral (1950).
- The Masters of Sleep (Mistři spánku), časopisecky 1950, heroická fantasy, pokračováním příběhu Slaves of Sleep, oba příběhy byly společně vydány roku 1993.
- Return to Tomorrow (Návrat do zítřka), časopisecky 1950 jako To the Stars, knižně 1954, space opera.
- From Death to the Stars (1953), sbírka povídek.
- Seven Steps to the Arbiter (1975), sbírka povídek.
- Battlefield Earth (1982, Bitevní pole Země), sci-fi román. Obrovití nájezdníci z planety Psychlo ovládají planetu Zemi po deset století a chtějí z ní vydolovat veškeré nerostné bohatství. Hlavní hrdina románu, Johnnie Goodboy Tyler se s hrstkou lidí, kteří unikli vyhubení, rozhodne lidstvo osvobodit.
- Mission Earth (Mise na Zemi), desetidílný dobrodružný satirický románový sci-fi cyklus založený na tajném světě výzvědných služeb, obchodu s drogami a vládní korupce. Planeta Blito-P3, které tamější domorodci říkají Země, se má za sto let stát jednou ze základen dalšího tažení císařské vesmírné Flotily, jehož cílem je postupná okupace galaktického středu. Zatím je však na invazi příliš brzo, byla by neúměrně nákladná a dobytá planeta by se ocitla daleko od hlavních okupačních sil. Naproti tomu však zpráva o stavu planety naznačuje, že její obyvatelé ničí životní prostředí takovým tempem, že v plánované době invaze bude planeta pro vojáky nepoužitelná. Kromě vesmírné Flotily tu však naštěstí je také Aparát, stínová armáda špiclů a provokatérů, která dokáže s krví na rukou vyřešit vše. Cyklus se skládá z těchto knih (české názvy podle [7]):
  - 1. The Invaders Plan (1985, Plán invaze),
  - 2. Black Genesis (1986, Černá geneze),
  - 3. The Enemy Within (1986, Mezi nepřáteli),
  - 4. An Alien Affair (1986, Záležitost jednoho vetřelce),
  - 5. Fortune of Fear (1986, Sudba strachu),
  - 6. Death Quest (1986, Prokleté pátrání),
  - 7. Voyage of Vengeance (1987, Výprava pomsty),
  - 8. Disaster (1987, Neštěstí),
  - 9. Villainy Victorious (1987, Vítězství ničemnosti),
  - 10. The Doomed Planet (1987, Zaniklá planeta).
- Slaves of Sleep & The Masters of Sleep (1993), souborné vydání dvou fantasy příběhů.
- Ai! Pedrito! When Intelligence Goes Wrong (1998), dokončil Kevin J. Anderson, román.
- A Very Strange Trip (1999), dokončil Dave Wolverton, román.

### Dianetika a scientologie

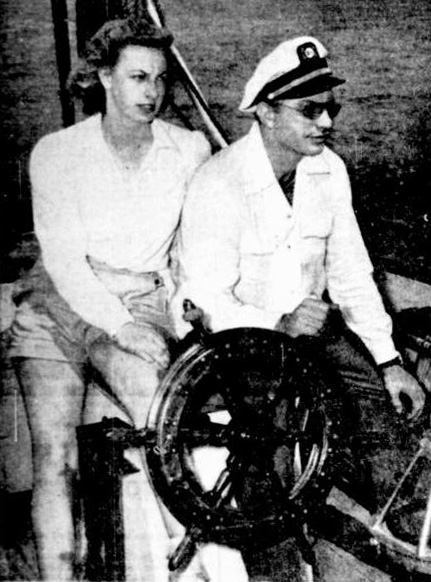
Sára a Ron Hubbardovi roku 1946.

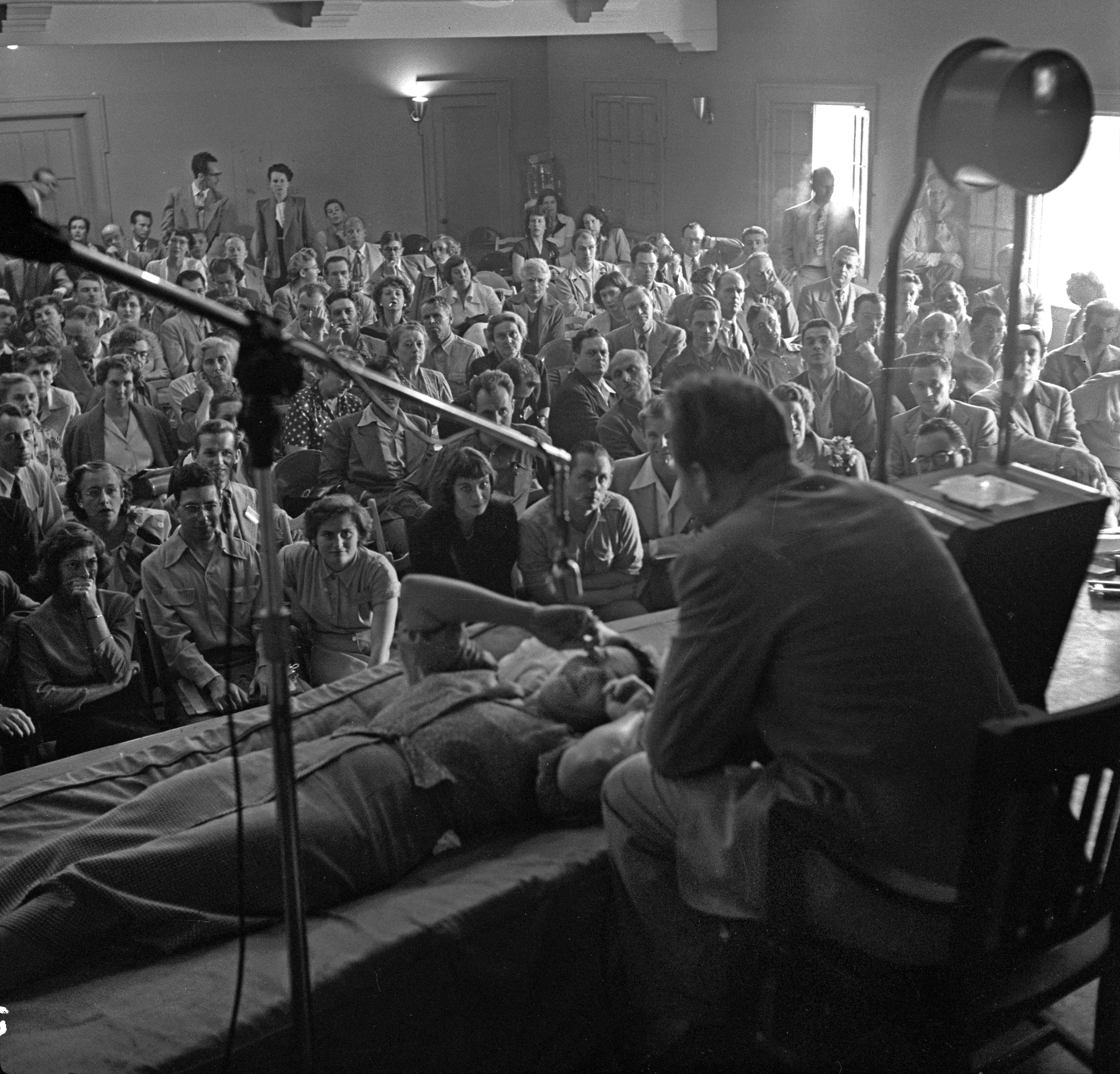
L. R. Hubbard vede dianetický seminář v Los Angeles roku 1950

- Dianetics: The Original Thesis (1948, Dianetika: Původní teze). První popis Dianetiky, který L. Ron Hubbard napsal. Práce původně kolovala mezi několika přáteli v podobě rukopisu, brzy ale se začala kopírovat až se stala známá po celém světě.
- Dianetics: The Modern Science of Mental Health (1950, Dianetika: moderní věda o duševním zdraví). Tato kniha vznikla jako odpověď na velké množství žádostí o další informace od čtenářů knihy Dianetika: Původní teze a obsahuje základní principy jak objevit zdroj duševních bariér, které brání člověku v dosažení jeho cílů. Autor vychází z předpokladu, že všechny odchylky od chování a zdraví jsou způsobeny tzv. engramy, bloky v mysli, které zachycují neblahou zkušenost z minulosti i minulých životů a soustřeďuje se na jejich odstranění.
- Dianetics: The Evolution of a Science (1950, Dianetika: vývoj vědy). Kniha obsahuje vlastní příběh L. Rona Hubbarda a popisuje, jak objevil tzv. reaktivní mysl, která se skrývá v člověku a zotročuje ho.
- Science of Survival (1951, Věda o přežití). V této knize Hubbard představil koncepty, které se později staly klíčovými prvky scientologie.
- Self Analysis (1951, Sebeanalýza), příručka pro kohokoliv, kdo chce zlepšit své schopnosti a zvýšit potenciál své úspěšnosti
- Advanced Procedure and Axioms (1951, Pokročilé procedury a axiomy). Popis axiomů obsahujících základní principy, které řídí mysl a život a vytváří tak strukturu lidského poznání vlastní spirituality.
- Handbook For Preclears (1951, Příručka pro precleary). Manuál sebeprocesingu, který představuje přechod k scientologii. Odhaluje se zde jev tzv. životního kontinua, kvůli kterému na sebe každý přebírá vady a neschopnosti těch, kteří zemřeli nebo odešli, až už nakonec nežije svůj vlastní život.
- Scientology: A History of Man (1952, Scientologie: Historie člověka), původně vydáno pod názvem What To Audit.
- Scientology 8-80 (1952).
- Scientology 8-8008 (1952).
- How to Live Though an Executive (1953).
- The Creation of Human Ability (1954, Vznik lidské kreativity).
- Dianetics 55 (1954, Dianetika 55).
- Scientology: The Fundamentals of Thought (1956, Scientologie: Základy myšlení).
- Problems of Work (1956, Problémy práce), scientologie aplikovaná na každodenní pracovní svět.
- All About Radiation (1957).
- Have You Lived Before This Life (1958).
- The Book of E-Meter Drills (1965).
- Introduction to Scientology Ethics (1968, Úvod do scientologické etiky).
- Scientology O-8: The Book of Basics (1970, Scientologie 0-8: Kniha základů.)
- Scientology: A New Slant on Life (1976, Scientologie: Nový pohled na život).
- The Way to Happiness (1981, Cesta ke štěstí).
- Clear Body, Clear Mind (1990, Čisté tělo, čistá mysl), posmrtně.
- The Scientology Handbook (1994), posmrtně.

## Filmové adaptace
Hubbard je autorem několika desítek vzdělávacích filmů o dianetice a scientologii. Kromě toho byly podle jeho námětů natočeny následující filmy:
- The Secret of Treasure Island (1938, Tajemství Ostrova pokladů), americký filmový seriál, režie Elmer Clifton. Hubbard napsal příběh, podle kterého byl vytvořen scénář.
- Hoss Tamer (1958), epizoda z amerického televizního seriálu Tales of Wells Fargo podle autorovy stejnojmenné povídky, režie Earl Bellamy.
- Battlefield Earth (2000, Bitevní pole Země), americký film, režie Roger Christian.

## Česká vydání

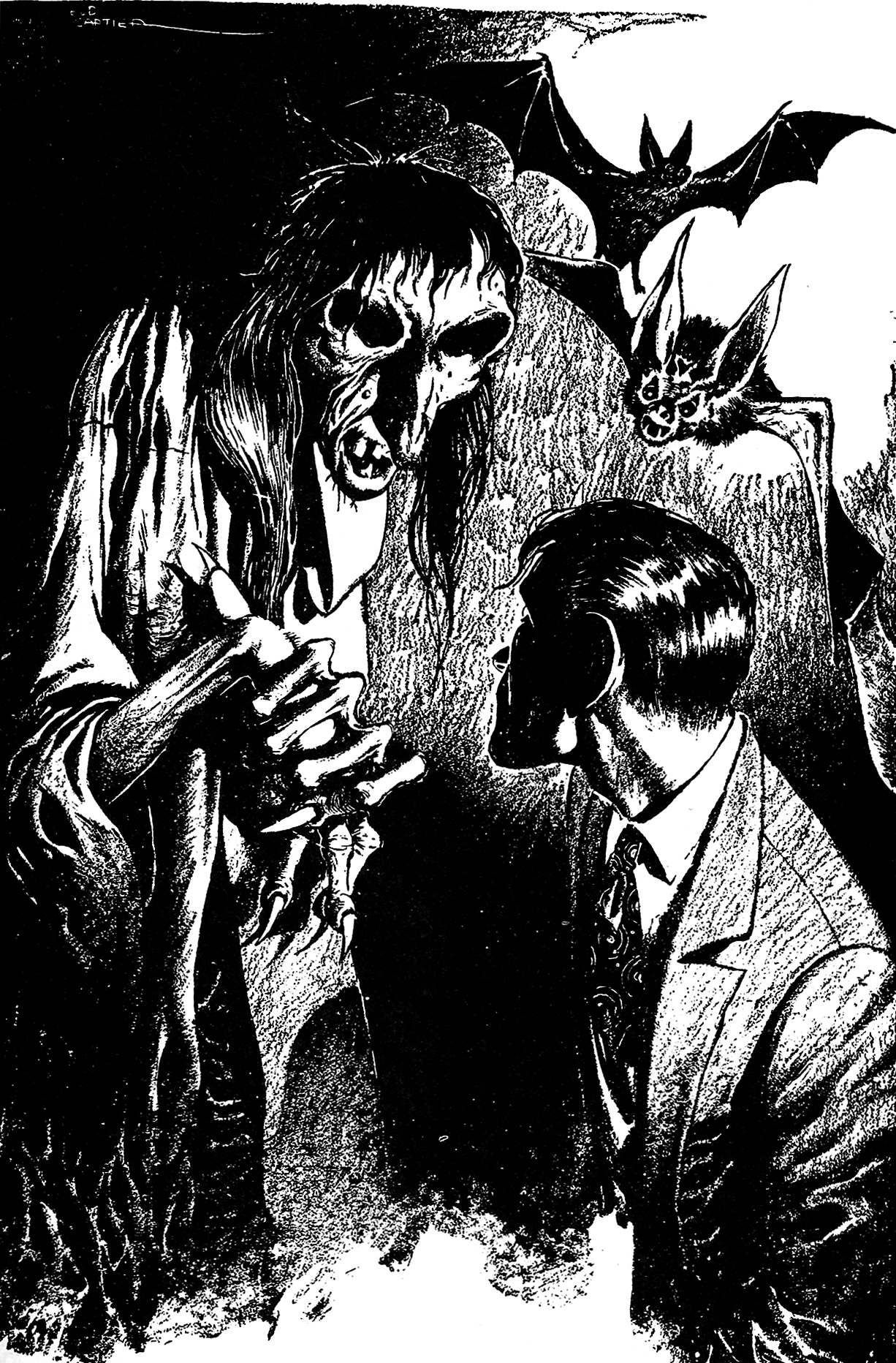
Ilustrace Edda Cartiera k vydání románu Fear v magazínu Unkown roku 1940

### Sci-fi a horror
- Děs, Svoboda, Praha 1993, přeložila Veronika Volhejnová.
- Mise na zemi, z desetidílného cyklu vyšly česky pouze tři díly (každý díl ve dvou brožovaných svazích), knihy vydalo brněnské nakladatelství Návrat a přeložila je Jarmila Gajdová:

1. Plán invaze (1997),
2. Černá geneze (1998),
3. Mezi nepřáteli (1998).

- Bitevní pole Země, dva brožované svazky, Návrat, Brno 2000, přeložila Jarmila Gajdová.
- Strach, Deus, Praha 2008, přeložil Jan Zajíček.

### Dianetika a scientologie
- Cesta ke štěstí, New Era Publications International ApS, Kodaň 1993, znovu 1995, 2003, 2009 a Way to Happiness Foundation International, Glendale 2008.
- Dianetika: moderní věda o duševním zdraví, Návrat, Brno 1997, přeložila Lenka Strajblová, znovu New Era Publications International ApS, Kodaň 1999 a 2009.
- Scientologie: základy myšlení, New Era Publications International ApS, Kodaň 1999, znovu 2009.
- Problémy práce, New Era Publications International ApS, Kodaň 2001, znovu 2009.
- Dianetika: vývoj vědy, New Era Publications International ApS, Kodaň 2002, znovu 2009.
- Scientologie: Nový pohled na život, New Era Publications International ApS, Kodaň 2002, znovu 2004 a 2009.
- Sebeanalýza, New Era Publications International ApS, Kodaň 2003, znovu 2009.
- Čisté tělo, čistá mysl, New Era Publications International ApS, Kodaň 2004.
- Scientologie 0-8: kniha základů, New Era Publications International ApS, Kodaň 2004.
- Příručka pro precleary, New Era, Glostrup 2009.
- Dianetika: Původní teze, New Era, Glostrup 2009.

### Knihy založené na pracích L. R Hubbarda
- Hubbardův dianetický seminář, Stratos, Praha 1990, přeložil a upravil Andrej Dragomirecký.
- Scientologie, New Era Publications International ApS, Kodaň 1994, znovu 1997.
- Základní studijní příručka, New Era Publications International ApS, Kodaň 1997, znovu 2004.
- Pomoc při nemocech a zraněních, New Era Publications International ApS, Kodaň 1997.
- Učení jak se učit, New Era Publications International ApS, Kodaň 1998, znovu 2015.
- Jak se učit a studovat, New Era Publications International ApS, Kodaň 2002.
- Integrita a čestnost, New Era Publications International ApS, Kodaň 2002.
- Etika a kondice, New Era Publications International ApS, Kodaň 2002.
- Co je příčinou útlaku, New Era Publications International ApS, Kodaň 2002.
- Základy public relations, New Era Publications International ApS, Kodaň 2003.
- Základy organizování, New Era Publications International ApS, Kodaň 2003.
- Z čeho se skládá porozumění, New Era Publications International ApS, Kodaň 2003.
- Vyšetřování, New Era Publications International ApS, Kodaň 2003.
- Úkoly a cíle, New Era Publications International ApS, Kodaň 2003.
- Řešení problémů drog, New Era Publications International ApS, Kodaň 2003.
- Řečení pro nebezpečné prostředí, New Era Publications International ApS, Kodaň 2003.
- Purifikace: ilustrovaná odpověď na drogy a léky, New Era Publications International ApS, Kodaň 2003.
- Prostředky k lepšímu zvládáním práce, New Era Publications International ApS, Kodaň 2003.
- Manželství, New Era Publications International ApS, Kodaň 2003.
- Komunikace, New Era Publications International ApS, Kodaň 2003.
- Jak řešit konflikty, New Era Publications International ApS, Kodaň 2003.
- Emocionální tónová škála, New Era Publications International ApS, Kodaň 2003.
- Dynamiky existence, New Era Publications International ApS, Kodaň 2003.
- Děti, New Era Publications International ApS, Kodaň 2003.